# 松井由利夫
松井 由利夫（まつい ゆりお、本名：松井義雄 - まつい よしお、 1925年3月18日 - 2009年2月19日）は、日本の作詞家。氷川きよしの恩師として知られる。

## 経歴
- 1925年（大正14年）3月18日、東京府東京市本郷区（現在の東京都文京区）出身。
- 1944年（昭和19年）東京第二師範学校（現在の東京学芸大学）卒業。
- 1947年（昭和22年）、小学校教員を務めながら、童謡『希望の丘』で作詞家としてデビュー。以後、小学校の教員を務めながら、地道に創作活動を行う。
- 1954年（昭和29年）、既に著名作詞家であった石本美由紀の門下生となり、石本が主宰する歌謡同人誌新歌謡界に入会する。三宅立美・秋田泰治・星野哲郎・たなかゆきを・八反ふじを・岩瀬ひろしは当初からの同門詩友である 。
- 1956年（昭和31年）6月、マーキュリーレコードの専属作詞家となる。
- 1958年（昭和33年）、松山恵子歌唱の『だから云ったじゃないの』のヒットを機に、小学校教員を退職し、作詞家に専念するようになる。
- 以後、村田英雄・井沢八郎・五木ひろし・米倉ますみ・坂本冬美など多くの演歌歌手に作品を提供し、演歌界の立役者と云われるようになる。“はぞの なな”のペンネームで作詞した作品も多い。
- 2000年（平成12年）、自ら発掘した氷川きよしのデビュー曲「箱根八里の半次郎」がヒットし、その後も氷川の作品を手掛ける。
- 2009年（平成21年）2月19日、膀胱癌の為、逝去。83歳没。

## 作品
井沢八郎
- 男傘
- 北海の満月

五木ひろし
- 夢しずく

市川由紀乃
- 寿祝い唄

大川栄策
- 夢一天

金田たつえ
- 想い酒
- 飛車角太鼓
- たつえの人生囃子

小林幸子
- 大江戸喧嘩花

坂本冬美
- 播磨の渡り鳥

内藤国雄＆石原詢子
- 夜のおとぎばなし

中村美律子
- 華になれ
- だんじり

西方裕之
- 女ひといろ

氷川きよし
- 箱根八里の半次郎
- きよしのズンドコ節

藤圭子
- はしご酒
- 新宿夢通り
- 愛の浮雲
- 山里の子守唄
- 萩の女

細川たかし
- 満天の船歌
- 月下の章

増位山太志郎
- 男のコップ酒

松山恵子
- 未練の波止場
- だから云ったじゃないの

三笠優子
- 母ごころ

水森かおり
- おしろい花
- いのち花

村田英雄
- 夫婦酒

由利徹・南利明
- カックン・ルンバ

米倉ますみ
- 俺の出番はきっと来る

## 役職
- 日本音楽著作家連合 会長
- 日本音楽作家協会 顧問
- 日本作詩家協会 常任顧問

## 賞詞
- 第46回日本レコード大賞作詞賞【2004年（平成16年）】
- 第40回日本作詩大賞『だんじり』【2007年（平成19年）】
- 第33回日本作詩大賞『箱根八里の半次郎』【2000年（平成12年）】
- 藤田まさと賞【1992年（平成4年）、2000年（平成12年）】
- 長谷川伸賞【2005年（平成17年）】
- 勲四等瑞宝章【1997年（平成9年）】

## 脚註
1. ↑  「日刊スポーツ」、朝日新聞社、2009,2,22